# Gustav Salomon Tillberg

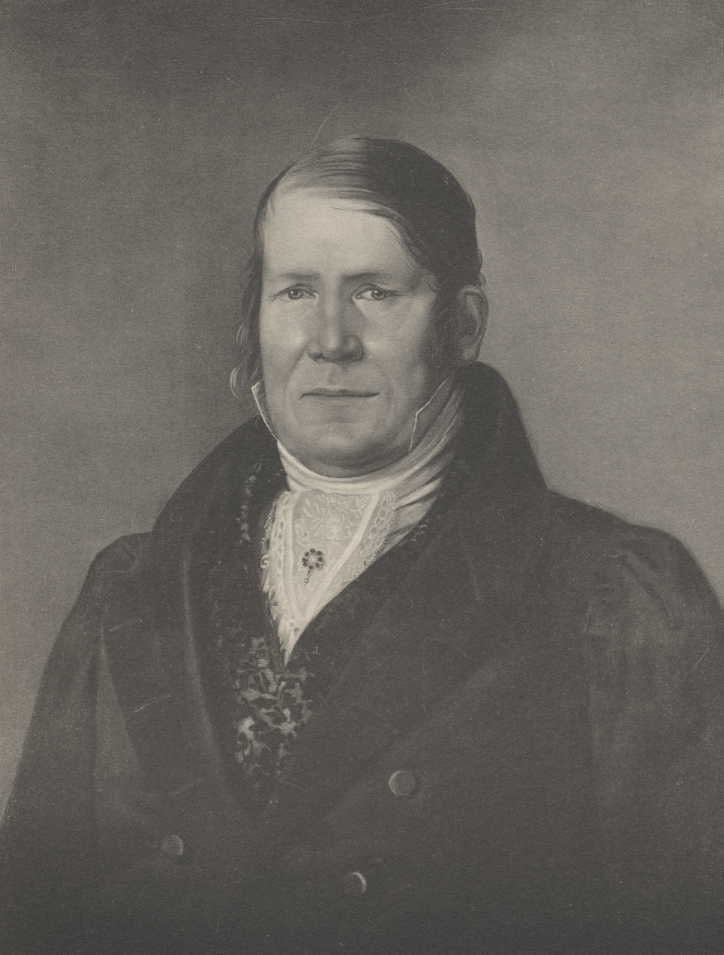
Gustav Salomon Tillberg im Jahre 1834

Gustav Salomon Tillberg (* 19. Juni 1777 in Billstorp in Södermanland; † 26. März 1859 in Greifswald) war ein schwedischer Mathematiker, Physiker und Hochschullehrer an der Universität Greifswald.

## Leben
Tillberg entstammte armen dörflichen Verhältnissen. Er war der Sohn des Schuhmachermeisters Lars Tillberg († 6. Januar 1809) und seiner Frau Helena Christina Lindgren († 22. November 1802).
Er besuchte erst die Dorfschule und später das Gymnasium in Strängnäs. Auf Grund seiner Begabung begann er ab August 1801 ein Studium in Greifswald, das er am 21. Oktober 1803 mit der Promotion abschloss.
1806 war Tillberg Privatdozent, 1812 Adjunkt an der Philosophischen Fakultät,  seit 1813 ordentlicher Professor der Mathematik und Physik. 1817 und 1828 wurde er zum Rektor der Hochschule gewählt.
Seit 1816 führte Tillberg meteorologische Beobachtungen durch, die er nach Stralsund einsandte.
Zu seinem 50-jährigen Doktorjubiläum am 21. Oktober 1853 verlieh ihm der preußische König den Roten Adlerorden 4. Klasse.
Tillberg heiratete Marie von Hagenow (1772–1844), die verwitwete Mutter Friedrich von Hagenows. Mit seinem erworbenen Kapital gründete er eine Stiftung für begabte Kinder in seiner Heimat.